# АНФ Миро 170
АНФ Миро 170 (фр. A.N.F. Les Mureaux 170) је француски ловачки авион који је производила фирма Ателије де констриксион ди нор де ла Франс е де Миро (АНФ Ле Миро) (фр. Ateliers de Construction du Nord de la France et des Mureaux - ANF). Први лет авиона је извршен 1932. године.

Највећа брзина авиона при хоризонталном лету је износила 372 km/h.
Распон крила авиона је био 11,38 метара, а дужина трупа 7,90 метара. Празан авион је имао масу од 1199 килограма. Нормална полетна маса износила је око 1670 килограма. Био је наоружан са два 7,5-мм митраљеза.

## Наоружање
| Наоружање авиона: АНФ Миро 170 |                 |
| Ватрено (стрељачко) наоружање  |                 |
| Топ                            |                 |
| Митраљез                       |                 |
| Број и ознака митраљеза        | 2 Chatellerault |
| Калибар                        | 7,5             |
| Бомбардерско наоружање (бомбе) |                 |
| Ракетно наоружање (ракете)     |                 |